# Pidić
Pidiq en albanais et Pidić en serbe latin (en serbe cyrillique : Пидић) est une localité du Kosovo située dans la commune/municipalité de Gjilan/Gnjilane, district de Gjilan/Gnjilane (Kosovo). Selon le recensement kosovar de 2011, elle compte 342 habitants, dont une majorité d'Albanais.

## Histoire
Sur le territoire du village se trouve un tumulus illyrien proposé pour une inscription sur la liste des monuments culturels du Kosovo. La mosquée du village, construite en 1645, est elle aussi proposée pour un classement kosovar.

## Démographie

### Évolution historique de la population dans la localité
| 1948 | 1953 | 1961 | 1971 | 1981 | 1991 | 2011 |
| ---- | ---- | ---- | ---- | ---- | ---- | ---- |
| 274  | 318  | 324  | 371  | 319  | 267  | 342  |

|  |